# 晋冀鲁豫边区1944年对日大反攻
晋冀鲁豫对日反攻作战，是中国抗日战争中中日双方发生的战役。
1944年初，日军从晋冀鲁豫边区抽调兵力进行一号作战，以新编的独立步兵旅团和伪军接替其防务。晋冀鲁豫边区各军区部队，在八路军总部的直接指挥下，乘日伪军收缩防线，重点守备的有利时机，在1944年的春、夏、秋季连续发动了对日攻势作战，经过一年攻势作战，共毙伤日、伪军3.8万余人，俘日、伪3.49万余人，争取敌军反正、投诚3200人，收复县城11座，光复人口500多万，收复失地6万多平方公里，改变了根据地被分割的局面。